# Province del Turkmenistan

Regioni del Turkmenistan

Le province (o regioni) del Turkmenistan (in turkmeno: welaýatlar; sing. welaýat) sono la suddivisione territoriale di primo livello del Paese e sono pari a 5. Ad essa è equiordinata la capitale, Aşgabat, con status di città autonoma. Le province sono a loro volta suddivise in distretti (etraplar).
I governatori delle province (häkim) sono nominati direttamente dal presidente della repubblica, in base agli articoli 80 e 81 della Costituzione.

## Lista
| Localizzazione | Provincia | Capoluogo   | Popolazione | Superficie (Km²) |
| -------------- | --------- | ----------- | ----------- | ---------------- |
|                | Ahal      | Änew        | 722 800     | 95 400           |
|                | Balkan    | Balkanabat  | 424 700     | 138 500          |
|                | Daşoguz   | Daşoguz     | 1 059 800   | 73 600           |
|                | Lebap     | Türkmenabat | 1 034 700   | 93 800           |
|                | Mary      | Mary        | 1 146 800   | 86 800           |
|                | Aşgabat   | Aşgabat     | 604 700     | 440              |